# 李晖仪
李晖仪（463年—533年4月21日），陇西郡狄道县（今甘肃省定西市临洮县）人，出自陇西李氏姑臧房，北魏上太妃郑始容的母亲。

## 生平
李晖仪十三岁的时候嫁给了郑平城，侍奉公公婆婆、对待嫂子谦逊恭敬。李晖仪的长女郑始容嫁给了广陵王元羽，元羽的庶子元恭继位为皇帝后，多次通过家人传话给郑始容，想尊她为皇太后，李晖仪认为朝廷中决断疑难，考虑到可能会被猜忌，苦苦地劝诲郑始容不接受元恭的命令。郑始容也认识到福兮祸所伏，坚决不同意元恭的意思。元恭后越级将李晖仪的长子郑伯猷从散骑常侍提拔为国子祭酒，当时的舆论把授官和以前的外戚相比，普遍认为官职太低。李晖仪听说后，唯恐授官还要变动，劝诫家人更加频繁，儿女每日晚间服侍就寝、早上省视问安时，总是要说上一番。李晖仪的儿子们遵守母亲的意见，没有希望升任高官的，有人降低官阶外任地方官，有人多年不升迁，有人游乐交往积蓄财货，都不期待诏命。元恭被杀后，郑平城一家没有受到牵连。
北魏太昌元年冬十一月四日（532年12月16日），李晖仪二哥李彦的遗孀崔氏下葬于覆舟山陇西李氏墓地，李晖仪在送葬的过程中染病。永熙二年岁次癸丑春三月己丑朔十二日庚子（533年4月21日）亥时，李晖仪在洛阳晖文里去世，虚岁七十一。永熙二年夏五月戊子朔九日丙申（533年6月8日）送葬上路，永熙二年五月廿二日（533年6月29日），安葬于荥阳郡敖山南侧。李晖仪的墓志首题《魏故假节都督南青州诸军事征虏将军南青州刺史郑使君夫人李氏墓志铭》，墓志的铭辞部分由魏收撰写，2002年出土于河南省郑州市北，现藏于郑州市友石斋。

## 其他
李晖仪墓志之中自称是西汉丞相李蔡的后裔，与一般可见史料中陇西李氏把李广作为祖先不同，北京大学历史系教授罗新认为这也许反映了北魏后期陇西李氏编造祖先谱系的工作尚未最后完成。

## 家族

### 祖父
- 李宝，北魏仪同、敦煌宣公[1]

### 父亲
- 李承，北魏雍州刺史、姑臧穆侯[1]

### 兄弟姐妹
- 李韶，北魏散骑常侍、定州刺史、骠骑大将军、安城文恭伯
- 李彦，北魏抚军将军、秦州刺史
- 李虔，北魏散骑常侍、骠骑大将军、开府仪同三司、高平宣景男
- 李蕤，北魏大司农少卿

### 丈夫
- 郑平城，北魏东平原郡太守

### 子女
- 郑始容，长女，嫁司空、广陵王元羽[2]
- 郑伯猷，长子，骠骑大将军、护军将军、南青州刺史、武城子[2]
- 郑仲衡，次子 ，征虏将军、平原郡太守[2]
- 郑輯之，三子，金紫光祿大夫、东济北郡太守、肥城戍主、成皐男[2]
- 郑怀考，四子，征虏将军、河间郡太守、仁州刺史[2]
- 郑氏，次女，嫁范阳卢□[2]
- 郑氏，三女，嫁陇西李𤥺[2]
- 郑氏，四女，嫁清河[2]